# Comté de Waupaca
Le comté de Waupaca est un comté situé dans l'État du Wisconsin aux États-Unis. Son siège est Waupaca.
Selon le recensement de 2000, sa population était de 51 731 habitants.